# Neurogenia laticeps
Neurogenia laticeps là một loài tò vò trong họ Ichneumonidae.